# Fontaine du Crapaud
La fontaine du Crapaud est une fontaine située dans le centre-ville de Riom en Auvergne, boulevard de la République. Elle est réalisée en 1822 avec pour matériau de construction la pierre de Volvic.

## Historique
Les murailles de la ville de Riom forment, au début du XVIIIe siècle, une ceinture de 2 km de long, percée de quatre portes (porte de Layat, au nord, porte de La Bade, à l'Est, porte de Clermont, au Sud, porte de Mozac, à l'Ouest) et d'une poterne. En 1739, on commence la démolition de ces remparts en commençant par la tour du Bourreau, puis la porte de Layat, en 1750. On continue cette démolition, jusqu'en 1779 pour la porte de Layat, en ne laissant en place que les tours Goyon et Bonan qui font partie du palais des ducs d'Auvergne,. Les portes abattues sont remplacées par des piliers, sauf la porte de Layat qui est réaménagée entre 1782 et 1784 par l'architecte Claude-François-Marie Attiret à la demande de l'intendant Chazerat. Chaque porte était placée sous la protection de la Vierge. Des niches abritaient des statues de Marie dont le culte était relayé par des confréries. Les fossés sont comblés et permettent la création de boulevards ombragés.
Le père mariste Jean Bonnet a dénombré 62 fontaines en 1796 dans une étude sur les Fontaines riomoises. La fontaine du Crapaud a été adossée à la nouvelle porte de Mozac.
La fontaine a été édifiée par Claude-François-Marie Attiret vers 1822. Son style néoclassique, unique en Auvergne, rappelle celui de fontaines réalisées en Franche-Comté.

## Protection
La fontaine du Crapaud a été inscrite au titre des monuments historiques le 30 décembre 1988.

## Présentation
La fontaine doit son nom « crapaud » à la tête de crapaud entourée de roseaux et d'effets de concrétion. Elle se compose d'une grande arcade délimitant une niche voûtée en coquille. L'eau sort par la bouche du crapaud et par deux masques grimaçants plaqués sur chaque piédroit de l'arcade. Elle alimente un bassin rectangulaire. La niche présente une face unie, ornée seulement de deux moulures saillantes à la hauteur de l'imposte et de la partie supérieure de la fontaine.